# 1,4-丁二硫醇
1,4-丁二硫醇是一种有机硫化合物，化学式为HSCH
2CH
2CH
2CH
2SH。它是具有恶臭气味的无色液体，易溶于有机溶剂。

## 反应
它和偕二卤化物发生烷基化反应，得到1,3-二硫杂环庚烷。它氧化得到环状的二硫化物1,2-二硫杂环己烷：
HSCH
2CH
2CH
2CH
2SH  +  O   →    S
2(CH
2)
4  +  H
2O
它在金的表面可以形成自组装单分子层。